# 永仁 (日本)
永仁（1293年八月五日至1299年四月二十五日）是日本的年號之一。這個時代的天皇是伏見天皇與後伏見天皇、鎌倉幕府征夷大將軍為久明親王、執權為北條貞時。

## 改元
- 正應六年八月五日（1293年9月6日）改元永仁
- 永仁七年四月二十五日（1299年5月25日）改元正安

## 出處
- 《毛詩注》

## 紀年、西曆、干支對照表
| 永仁       | 元年   | 二年   | 三年   | 四年   | 五年   | 六年   | 七年   |
| 儒略曆日期 | 1293年 | 1294年 | 1295年 | 1296年 | 1297年 | 1298年 | 1299年 |
| 干支       | 癸巳   | 甲午   | 乙未   | 丙申   | 丁酉   | 戊戌   | 己亥   |